# Dene
El poble dene (/ˈdɛneɪ/) és un grup humà indígena de les Primeres Nacions que habita les regions del nord àrtic del Canadà. Els denes parlen llengües atapascanes. Dene és la paraula que significa «poble».
El terme «dene» té dos usos: s'utilitza per a referir-se als parlants d'atapascan dels Territoris del Nord-oest i de Nunavut al Canadà, com els chipewyan (dene suline), els tłı̨chǫ (dogrib), els yellowknives (t'atsaot'ine), els slave (deh gah got'ine o deh cho) i els sahtu (el grup oriental de la classificació de Jeff Leer que forma part del grup del nord-oest del Canadà a la classificació de la lingüista Keren Rice). No obstant això, de vegades també s'utilitza per a referir-se a tots els parlants de llengües atapascanes del nord, que es troben distribuïts àmpliament per Alaska i al nord del Canadà. Cal tenir en compte que «dene» mai no inclou els parlants de llengües atapascanes de la costa del Pacífic ni de llengües atapascanes meridionals dels EUA continentals, malgrat que s'utilitzava el terme per a designar les llengües atapascanes en el seu conjunt (la família de llengües na-dené). No obstant això, els parlants d'atapascan del sud es refereixen a ells mateixos amb paraules similars: diné (navahos) i indé (apatxes).

## Ubicació
Els denes s'estenen per una àmplia regió: viuen a la vall del riu Mackenzie (al sud dels inuvialuit) i es poden trobar a l'oest del territori autònom de Nunavut. La seva terra natal arriba a l'oest del Yukon i a la part nord de les províncies de la Colúmbia Britànica, Alberta, Saskatchewan, Manitoba, Alaska i el sud-oest dels Estats Units. Els denes van ser els primers a establir-se al que ara són els Territoris del Nord-oest. Al nord del Canadà, històricament hi va haver disputes ètniques entre els denes i els inuits. El 1996, els representants dels pobles dene i inuit van participar en una cerimònia de curació per conciliar les discrepàncies centenàries.
El 2005, els ancians del poble dene van decidir unir-se a l'Organització de Nacions i Pobles No Representats (UNPO) buscant el reconeixement dels seus drets culturals i sobre les terres ancestrals.
La població més nombrosa de parlants de dene suline viu al poble de La Loche, al nord de la província de Saskatchewan, i forma part de la banda índia Clearwater River Dene Nation. El 2011 la població conjunta era de 3.389 persones. El 89% dels residents parla la llengua dene suline.